# Dolský potok (přítok Teplé)
Dolský potok (uváděn i jako potok Sádek či Sádka)  je levostranným přítokem Teplé v okrese Sokolov a okrese Karlovy Vary v Karlovarském kraji. Délka toku měří 8,05 km.
Plocha povodí činí 16,4 km².

## Průběh toku
Dolský potok pramení ve Slavkovském lese přibližně 2 km západně od Nové Vsi v nadmořské výšce okolo 770 metrů. Je to vlastně odbočení (přepad) z Dlouhé stoky. Obtéká severně obec Novou Ves, protéká neosídleným zalesněným údolím směrem k východu. Na jeho toku kdysi bývala malá osada Horní Hluboká. Ta se vylidnila po odsunu původního německého obyvatelstva po druhé světové válce, po roce 1950 byla demolována a zanikla. Jediným osídleným místem na toku potoka je malá vesnice Dolní Hluboká. Potok od svého pramene až do Dolní Hluboké překonává značný výškový rozdíl, asi 230 metrů, což odpovídá sklonu více než 3,5 %. Od Dolní Hluboké teče potok podél silnice až do místa, kde se asi 1 km severně od Bečova na Teplou vlévá do Teplé, v jejím říčním kilometru 24,9.

### Větší přítoky
Potok nemá větší přítoky. Nad Horní Hlubokou je potok zleva napájen vodou z přepadu Dlouhé stoky a v Dolní Hluboké drobnými potůčky z okolních strání a úvozů. Prameniště na úbočí Dolského potoka severně od Dolní Hluboké jsou zdrojem vody pro vesnici. Voda je pak akumulována ve vodojemu o objemu 20 m3, který je v blízkosti prameniště v nadmořské výšce přibližně 600 metrů.

## Mlýny
Na Dolském potoce stálo pět vodních mlýnů. Výše položeným byl Novoveský mlýn (Neudörfermühle), dominikální mlýn, který patřil pod hrad Bečov a byl postaven pravděpodobně v 13. nebo 14. století. Nad mlýnem byl vyrovnávací rybník pro období sucha. Mlýn měl dvě vodní kola na svrchní vodu o průměru 3,6 a 3,8 m a dvě složení. Jedno pro mletí obilí a druhé pro katr a pily.
Dalším mlýnem asi kilometr níže položený byl Nájemní mlýn (Lohnmühle I.), který zpracovával kůže. Někdy byl nazýván Koželužna. Po roce 1945 byl zbourán.
Níže položeným byl Dolský mlýn (Grundmühle nebo Údolní mlýn), k němuž do vyrovnávacího rybníka vedl náhon od Nájemního mlýna. Byl založen pravděpodobně ve 14. století. Měl jedno vodní kolo na svrchní vodu a dvě složení, jedno pro mletí a druhé pro katr. Mlýn sloužil obci Horní Hluboká. Z mlýnů se dochovaly jen ruiny.
Dalším mlýnem byl Tříselný mlýn (Lohnmühle II.), který patřil městu Bečov. Původní dřevěná stavba s jedním vodním kolem o průměru 3,7 m byl v průběhu 18. století přestavěn na kamennou stavbu. Mlýn zpracovával kůže  a vyráběl tříslo. Oba Nájemní mlýny měla v nájmu rodina Kachlera, která byla po roce 1946 odsunuta do Německa. Mlýn byl opuštěn a zbořen.
Pátým mlýnem u ústí Dolského potoka do řeky Teplé byl Leopoldův mlýn (Leopold Mühle). Mlýn byl původně na konci 18. století postaven k mletí a čištění kaolínu a od roku 1810 upraven na katr. Měl jedno vodní kolo o průměru 3,8 m s jedním složením. Posledním majitelem byl Emil Leopold, původně nájemce, který odkoupil mlýn od města Bečov. V roce 1928 mlýn vyhořel a po dlouholeté opravě byl vybaven parním strojem pro případ malého množství vody v potoce. Po odsunu rodiny Leopoda do Německa byl mlýn v padesátých letech 20. století přebudován na obytnou jednotku.